# MCH-Arena
Die MCH-Arena ist ein Fußballstadion in der dänischen Stadt Herning, Region Midtjylland. Zuvor trug die Anlage den Namen SAS-Arena. Der Eigentümer ist die MCH Messecenter Herning. Die Tribünen sind komplett überdacht und bieten 11.809 Zuschauern Platz, davon 7.409 auf Sitzplätzen. Die Baukosten betrugen rund 93 Mio. DKK (ca. 12 Mio. Euro). 
Der Fußballverein FC Midtjylland trägt hier seine Heimspiele aus. Im Eröffnungsspiel am 27. März 2004 schlug der FC Midtjylland den AB Kopenhagen mit 6:0. Das Stadion erfüllt die Voraussetzungen, dass auch UEFA-Europa-League- und Länderspiele ausgetragen werden können. Das Stadion ist so konzipiert, dass es auf eine Größe von 50.000 Zuschauern ausgebaut werden könnte.
Im Hauptgebäude des Stadions befinden sich Restaurant, Konferenzräume, V.I.P.- und Sponsorenlounges, Kabinen für Mannschaften und Schiedsrichter. 
2011 war das Stadion eine von vier Spielstätten der U-21-Fußball-Europameisterschaft in Dänemark. Das Stadion diente im August 2013 als Hauptveranstaltungsort der Europameisterschaften im Springreiten, Dressurreiten sowie in der Dressur der Reiter mit Behinderung. Die FEI Weltmeisterschaften 2022 werden u. a. in der MCH-Arena ausgetragen.

## Galerie

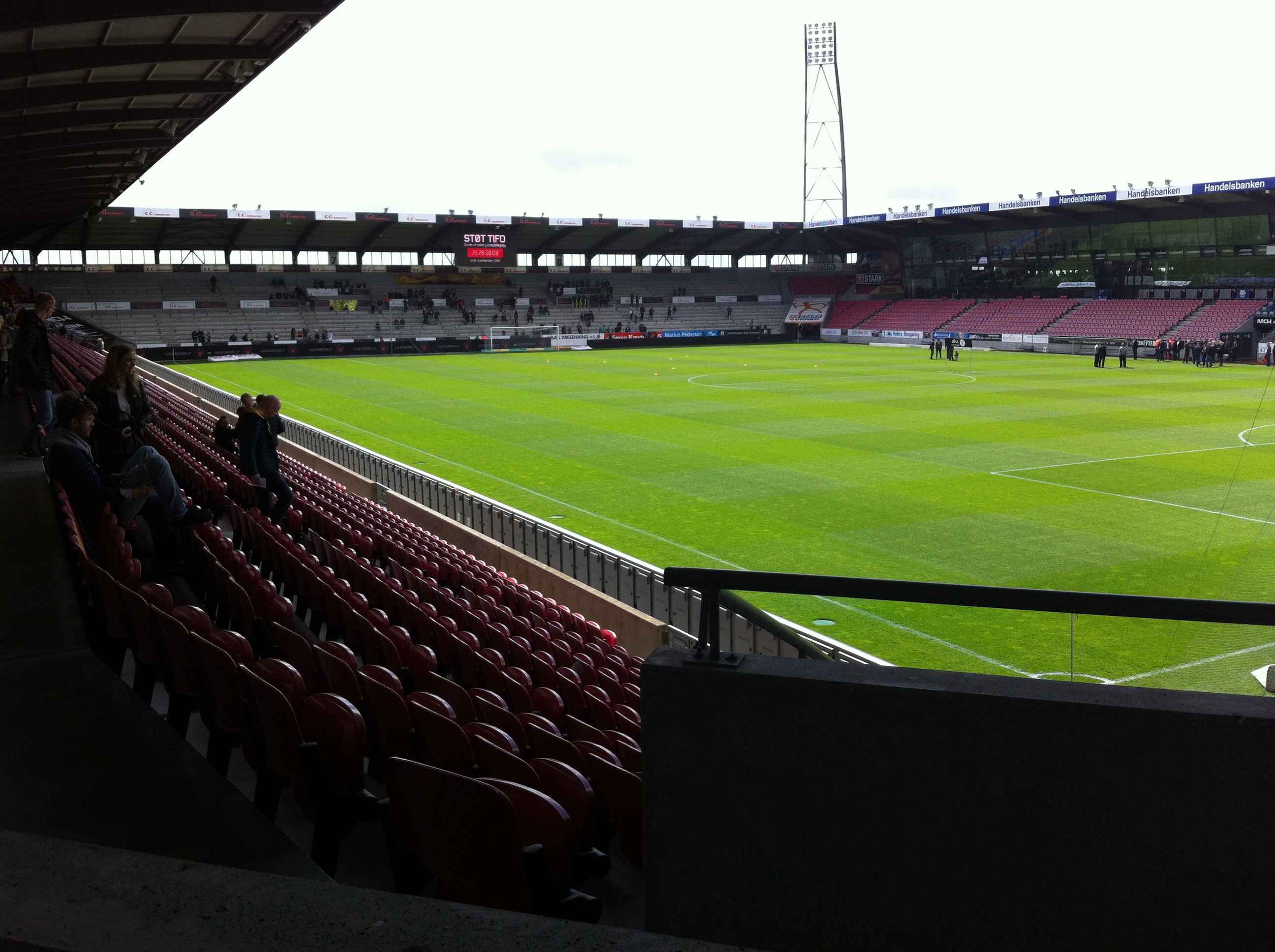
Blick in das Stadion vor dem Spiel FC Midtjylland gegen Sønderjysk Elitesport am 7. Juni 2015